# Минейрао
Минейрао е стадион в Бело Оризонти, Бразилия. Отворен през 1965, той е най-големият стадион в щата Минас Жерайс и втория по големина в Бразилия след Маракана. Ще бъде един от стадионите домакини на Купата на конфедерациите 2013, Световното първенство по футбол 2014 и Летните олимпийски игри 2016, които ще се проведат в държавата.

## Купа на конфедерациите 2013
По време на Купата на конфедерациите 2013, стадионът домакинства 3 мача, 2 от груповата фаза и 1 полуфинал.

### Мачове
| дата        | час (UTC-3) | отбор 1       | резултат | отбор 2       | фаза      | посещаемост |
| ----------- | ----------- | ------------- | -------- | ------------- | --------- | ----------- |
| 17 юни 2013 | 16:00       | Таити         | –        | Нигерия       | Група B   |             |
| 22 юни 2013 | 16:00       | Япония        | –        | Мексико       | Група A   |             |
| 26 юни 2013 | 16:00       | Първи Група А | –        | Втори Група B | Полуфинал |             |